# Maciej z Kobylina
Maciej z Kobylina (Starszy), Matthias de Cobilino (de Kobelyno, Kobelinski, Kobilenski, Kobilenszky) (ur. ok. 1425, zm. przed 3 lipca 1492) – polski filozof i teolog, wielokrotny rektor Uniwersytetu Krakowskiego.

## Życiorys
Był synem Andrzeja, mieszczanina, i młodszym bratem Stanisława, doktora prawa, rektora Uniwersytetu Krakowskiego (w 1489) .
W 1444 uzyskał stopień bakałarza, a w 1448/1449 magistra Wydziału Artium Uniwersytetu Krakowskiego. W latach 1449/1450 nauczał w szkole katedralnej na Wawelu (m.in. Kronikę Wincentego Kadłubka z komentarzem Jana z Dąbrówki), a następnie w szkole mariackiej .
Od 1452 do 1484 wykładał logikę na Wydziale Artium Uniwersytetu Krakowskiego, a w latach 1456, 1464, 1465, 1471, 1472 był tam dziekanem .
Z początkiem lat 60. XV w. rozpoczął studia na Wydziale Teologicznym Uniwersytetu Krakowskiego. Od 1465 z tytułem bakałarza biblijnego prowadził tam wykłady (m.in. z Sentencji Piotra Lombarda w komentarzach Bonawentury i Aleksandra z Hales). W 1471 uzyskał na tym wydziale licencjat z teologii, a w 1472 doktorat. W 1484 przeszedł z Wydziału Artium do Wydziału Teologii .
Dziewięciokrotnie pełnił funkcję rektora Uniwersytetu Krakowskiego (1477, 1477/1478, 1484, 1484/1485, 1488, 1488/1489, 1489, 1490, 1491/1492). Za jego czasów uniwersytet stał się sławny za granicą, przyciągając obcjokrajowców. Sławna stawała się krakowska szkoła astronomiczna (Mikołaj Kopernik został przyjęty w poczet studentów podczas jego ostatniego rektoratu, 1491). Maciej z Kobylina starał się wzmocnić władzę sądową rektora i zaprowadzić większą dysplinę na uczelni (zakazano noszenia świeckich strojów, broni, nocnych zbiegowisk, zaprowadzono nowe kary) .
Wzmacniał także podstawy materialne uniwersytetu. W 1490 ufundował altarię Bożego Ciała w Kościele św Floriana, a w 1492 (w testamencie) altarię św. Donata w Kościele św. Anny w Krakowie. Dzięki temu stał się (po śmierci) fundatorem pierwszej kolegiatury Collegium Minus (kolegiatura Kobylińska), a altarie stały się podstawą uposażenia profesorów .
Nie są znane jego dzieła teologiczne,. Wydaje się, że sprawy administracyjne zajmowały większość jego uwagi. W Bibliotece Jagiellońskiej zachowały się książki z jego biblioteki (13 rękopisów i 5 inkunabuł) z jego notatkami i komentarzami .